# Julian Jaynes
Julian Jaynes, född 27 februari 1920 i Newton, Massachusetts, USA, död 21 november 1997 i Charlottetown, Prince Edward Island, Kanada, var en amerikansk forskare  och psykolog vid Yale and Princeton, som bland annat har forskat om schizofreni. Han är mest känd för sitt verk The Origin of Consciousness in the Breakdown of the Bicameral Mind. Jaynes forskning berör många discipliner, såsom neurovetenskap, lingvistik, psykologi, arkeologi, historia, religion och analys av forntida texter.

## Biografi
Jaynes var son till Julian Clifford Jaynes, en unitarisk präst, och Clara Bullard Jaynes. Han hade en äldre syster, Helen, och en yngre bror, Robert. Familjen hade ett sommarhus i Keppoch, Prince Edward Island, som var en plats Jaynes älskade, och som gav honom en kanadensisk anknytning under hela hans liv.
Sommaren 1939 registrerade han sig för att gå på Harvard University men fick istället ett stipendium från McGill University, där han 1941 tog en kandidatexamen i psykologi, och började sedan forskarutbildning vid University of Toronto för att lära sig mer om hjärnan. Hans studier avbröts under andra världskriget då han, på grund av hans unitariska principer, ansökte om och fick officiellt erkännande som vapenvägrare, men vägrade att följa den amerikanska regeringens lag för pacifister och fick tillbringa tre år i fängelset i Lewisburg, Pennsylvania där han arbetade på fängelsesjukhuset.
Efter att 1946 ha fått lämna fängelset skrev han in sig på Yale university med hopp om att i djurs uppförande kunna finna ledtrådar till början av medvetenhet.
Han tog sin magisterexamen 1948, men vägrade sedan att acceptera sin doktorsexamen, återigen på en tvist om "principer" angående pedagogiska referenser.
Efter Yale tillbringade Jaynes flera år i England med att arbeta som skådespelare och dramatiker.
Jaynes avled 1997 på Queen Elizabeth Hospital i Charlottetown, Prince Edward Island.

## Karriär och vetenskapligt arbete
Jaynes återvände till Yale 1954, arbetade som instruktör och föreläsare fram till 1960, gjorde betydande bidrag inom experimentell psykologi, lärande och etologi och publicerade några artiklar tillsammans med Frank A. Beach. Han hade börjat inrikta sig på jämförande psykologi och psykologins historia och 1964 blev han forskningsassistent vid Princeton University. Där blev han vän med Edwin G. Boring, och med gott om tid att fullfölja arbetet kring medvetandeproblemet blev Princeton hans akademiska hem fram till 1995.
Han hade etablerat sitt rykte i studien av djurlärande och naturligt djurbeteende, och 1968 föreläste han om den jämförande psykologins historia vid National Science Foundation Summer Institute. I september 1969 höll han sitt första offentliga tal om sin "nya teori om medvetande" vid American Psychological Associations årsmöte.:31–34
Efter att ha publicerat The Origin of Consciousness in the Breakdown of the Bicameral Mind, var Jaynes mycket efterfrågad som föreläsare och inbjöds ofta att tala på konferenser och som gästföreläsare vid andra universitet. År 1984 inbjöds han att hålla plenarföreläsningen vid Wittgensteins symposium i Kirchberg, Österrike. Han höll sex stora föreläsningar 1985 och nio 1986. Han tilldelades en hedersdoktor vid Rhode Island College 1979 och ett annat vid Elizabethtown College 1985.

### Publikationer och teorier
Jaynes enda bok, publicerad 1976, är The Origin of Consciousness in the Breakdown of the Bicameral Mind. Ämnet medvetande – "den mänskliga förmågan att inse" – introduceras genom att granska tidigare försök att förklara dess problematiska natur: dessa ansträngningar, som en av Jaynes tidiga kritiker har erkänt, lägger till en "spektakulär historia av misslyckande". Genom att överge antagandet att medvetandet är medfött, förklarar Jaynes det istället som ett inlärt beteende som "uppstår ... från språket, och specifikt från metaforer."  Med denna insikt visar Jaynes därefter att forntida texter och arkeologi kan avslöja en historia av mänsklig mentalitet tillsammans med historierna av andra kulturella produkter. Hans analys av bevisen leder honom inte bara att placera medvetandets ursprung under 2:a årtusendet f.Kr., utan också att anta förekomsten av en äldre ickemedveten "mentalitet som han kallar det tvåkammariska sinnet och hänvisar till hjärnans två halvor".
Jaynes skrev ett omfattande efterord till 1990 års upplaga av sin bok, där han tog upp kritik och klargjorde att hans teori har fyra separata hypoteser: 
- 1) medvetandet är baserat på och nås via språk,
- 2) det ickemedvetna tvåkammarsinnet är baserat på verbala hallucinationer,
- 3) nedbrytningen av tvåkammarsinnet föregår medvetandet, men dateringen är variabel,
- 4) den "dubbla hjärnan" av tvåkammaralitet är baserad på att de två halvorna i hjärnbarken organiseras annorlunda än dagens funktionella lateralisering. Han utvidgade också medvetandets inverkan på fantasi och minne, föreställningar om Jaget, känslor, ångest, skuld och sexualitet.